# Автомобилна аларма
Автомобилна аларма е електронно устройство, инсталирано в превозно средство за да се обезсърчи или предотврати кражбата на самото превозно средство, неговото съдържание или и двете. Автомобилните аларми работят, като излъчват звук с висока сила (често монтирана в превозното средство сирена, клаксон, предварително записано словесно предупреждение, собствен мегафон на превозното средство или комбинация от тях), когато са изпълнени условията, необходими за задействането им.
Подобни аларми могат също да причинят мигането на фаровете и/или мигачите на автомобила, могат да уведомят собственика на автомобила за инцидента чрез система за пейджинг и могат да прекъснат една или повече електрически вериги, необходими за стартиране на автомобила. Въпреки че е евтино за придобиване и инсталиране, ефективността на такива устройства при възпиране на взлом или кражба на превозни средства, когато единственият им ефект е да излъчват звук, изглежда незначителна.

## Устройство
Автоалармата по правило се състои от основното устройство, приемо-предавател, антена, ключодържател, ударен сензор, краен превключвател за вътрешно осветление (сензор за отваряне на врати), ограничител на превключвателя за двигателното отделение (сензор за отваряне на капака, багажника) на сервизния бутон и индикатор под формата на светодиод. Автомобилните аларми са с обратна връзка, тоест ключ пейджър информира за състоянието на автомобила.

## Характеристики
Автомобилните аларми не трябва да се бъркат с имобилайзерите, въпреки че целта и на двете може да бъде възпиране на кражбите на автомобили; те работят по различен начин. Обикновено имобилайзерът не предлага никакво звуково или визуално възпиране на кражби, както алармената система.
Автомобилните аларми могат да бъдат разделени на две категории:
- Оригинален производител на оборудване – фабрично вградена в автомобила в завода-производител;
- Допълнителен автомобилен пазар – инсталирана по всяко време след производството на автомобила, например от новия търговец на автомобили, магазин за автоаксесоари или от собственика на автомобила.

Алармите често идват с комбинация от функции. Дистанционните управления на автомобилни аларми обикновено се състоят от допълнителен радиопредавател и радиоприемник, който позволява на собственика да управлява безжично алармата от ключово устройство. Дистанционните управления обикновено се предлагат с набор от сензори заедно с имобилайзери и детектори за движение.
Ключовите дистанционни управления на автомобилни аларми обикновено се основават на стабилни методи за удостоверяване на криптография:
- Радиоприемник
- Имобилайзер
- Детектор за движение
- Безжичен USB

## Включване и изключване на автомобилни аларми

### Дистанционни управления
Обикновено автомобилните аларми се включват и изключват от дистанционно управление. Съвременните дистанционни използват подвижен код.

### Аларми от оригинален производител на оборудване
Почти всички оригинални аларми обикновено се включват и изключват от дистанционно управление без ключ. При много превозни средства ключовите цилиндри на шофьорската или предната пътническа врата активират превключватели, така че когато се използва ключ на вратата, алармата ще се включи или изключи. Някои аларми се включват когато ключът за електрическо заключване на вратата е натиснат с отворена врата на водача и впоследствие вратата се затваря. Някои аларми се изключват, ако запалването е включено; често, когато превозното средство е оборудвано с обездвижване на базата на ключ и аларма, комбинацията от валиден код на ключа и запалването изключва алармената система.

### Аларми от допълнителен автомобилен пазар
Подобно на оригиналните аларми, следпродажбените системи най-често се включват и изключват от дистанционно управление. Обикновено те не разполагат със средства за външно обезопасяване от ключовия цилиндър, но имат превключвател за изключване, монтиран на скрито място.

### Превключващи устройства
По принцип оригиналните аларми наблюдават вратите и багажника / капака / люка за неразрешено влизане. При някои превозни средства това става чрез щифтове, живачни превключватели или микропревключватели, интегрирани в ключалката. На други механизмите за отваряне на вратите имат вградени превключватели. Допълнително някои оригинални аларми ще се задействат, ако капакът е отворен или ако запалването е включено. Няколко системи имат сензор за удар, който ще се задейства при значително въздействие върху каросерията на автомобила, като например счупеното стъкло на прозореца. В някои модели от по-висок клас са инсталирани сензори за движение, които наблюдават интериора на автомобила.
Индивидуалните задействания за автомобилна аларма варират в широки граници, в зависимост от марката и модела на автомобила, както и от марката и модела на самата аларма (за аларми на пазара). Тъй като алармите на следпродажбения пазар са проектирани така, че да бъдат универсални (т.е. съвместими с всички 12-волтови отрицателни заземени електрически системи, за разлика от автомобилите на един производител), те обикновено имат задействащи входове, които инсталаторът / собственикът на превозното средство избира да не свързва, което допълнително определя какво ще изключи алармата.
Най-простите аларми за следпродажбени услуги са единични устройства със сирена и контролен модул. Най-често срещаният тип сензор е ударният сензор и два проводника (12-волтова постоянна мощност и заземяване), които са свързани към акумулатора на автомобила. Този тип аларма се задейства от вибрация, предавана на ударния сензор, или от промяна на напрежението на входа (алармата предполага, че внезапна промяна в напрежението се дължи на отваряне на врата или багажник или включване на запалването); обаче е много предразположен към фалшиви задействания на превозни средства от късен модел с много електронни модули за управление, които могат да изтеглят ток при изключено запалване.
По-сложните аларми за следпродажбени услуги се включват в електрониката на автомобила поотделно. Обикновено тези аларми имат входове за захранване и заземяване, както и за отворени вериги на положителни и отрицателни отворени врати, отрицателни вериги на багажника и / или качулката и вериги с включено запалване, за да установят включването на запалването; алармите за риболов обикновено имат и сензор за удар, който може да бъде вграден в контролния модул или външен към него.
В допълнение, някои аларми на пазара имат техническа възможност за работа с опционални сензори (те трябва да бъдат закупени отделно). Сензорът за наклона може да усети накланянето на автомобила (алармиране при теглене). Сензорите за наклони се предлагат в цифров или живачен вариант. Цифровият сензор е по-точен, тъй като той сам се настройва, което позволява поставянето на превозното средство на хълм и не предизвиква фалшиви задействания. Звуков дискриминатор или сензор за счупване на стъкло усеща само звука от счупване на стъкло. Обикновено сензорът за звуков дискриминатор може да бъде елиминиран с помощта на сензор за удар. Сензорите за близост, инфрачервени или движения усещат движение във или извън превозното средство; те обикновено се инсталират на кабриолети или Т-топ превозни средства. Тези сензори обикновено се регулират, за да се избегнат фалшиви аларми. Например, сензор за шок понякога ще вибрира поради силен шум в района или случайно блъскане на колата от минувач. Сензорите за близост могат да предизвикат фалшиви аларми на паркинги, когато минувач влиза или излиза от превозно средство, паркирано до кола с включена аларма. Те често водят до алармиране като откриват фалшив опит за пробив.

## Ефикасност
Въпреки че автомобилните аларми са налични от началото на автомобилната ера, драматичното увеличение на тяхното инсталиране през 80-те и 90-те години на миналия век, съчетано с факта, че почти всички автомобилни аларми се задействат случайно (често поради настройките на висока чувствителност) означава, че хората, които ги чуват, често ги игнорират.  През 1994 г. полицейското управление в Ню Йорк твърди, че алармите за автомобили всъщност могат да влошат проблема с престъпността  – има един случай през 1992 г. с крадец в Ню Йорк, който люлее кола, за да задейства умишлено алармата си, за да помогне да се скрие звука на разбиващ се прозорец. 
Поради големия брой фалшиви аларми от алармени системи за автомобили, много производители на превозни средства вече не монтират фабрично прости аларми за шум, вместо това предлагат безшумни имобилайзери. 
Като алтернатива системата за проследяване на превозни средства може да позволи на полицията да проследи откраднатите превозни средства. Повечето системи за проследяване на полицията изискват от потребителя да плаща повтаряща се такса, докато заводските имобилайзери са включени в покупната цена на автомобила. Системите за локализиране на GPS позволяват на собственика на автомобила да заключи и отключи, проследи и деактивира стартера на автомобила онлайн.
Често се появяват фалшиви аларми, защото собствениците на автомобилни алармени системи използват настройки за висока чувствителност. Това може да е основната причина, поради високата басова честота (силна музика, други автомобили или мотоциклети със силни ауспухови системи, гръмотевични бури и др.) да се задействат автомобилните аларми. Втората възможна причина е, че някои части на алармената система могат да бъдат инсталирани неправилно.

## Защита от кражба
Автомобилните аларми не дават 100 % гаранция срещу кражби, но значително намаляват привлекателността за малките похитители.
Възможно е да се свърже GSM / GPRS модул към модели на автомобилни аларми от средна и най-висока ценова категория с възможност за управление на алармените функции от мобилен телефон чрез изпращане на SMS и получаване на известия. Ако има такъв модул, може да бъде реализирана допълнителна функция за определяне на местоположението на автомобила (GPS / ГЛОНАСС): тази информация може да бъде достъпна в ключодържателя, мобилния телефон и с разрешение в приложението на смартфона и на уебсайта на производителя. Други функции на GSM модула могат да бъдат обаждания към предварително зададени телефонни номера (за събития, записани от аларма), слушане на купето, диагностични съобщения (когато алармата е свързана с автомобилната локална контролерна мрежа (CAN), наблюдение на движението на превозното средство с уведомяване за достигане на ограничени зони и др.